# Epicrate
Epicrate (Epikratês, in lingua greca Ἐπικράτης) (V secolo a.C. – IV secolo a.C.) è stato un politico ateniese che ebbe una parte preminente nella vita pubblica dell'antica Atene dopo la fine della guerra del Peloponneso.

## Biografia
Era un membro zelante del partito democratico ed ebbe una parte nel rovesciamento dei Trenta tiranni. Ma in seguito, quando fu inviato in un'ambasciata al re persiano Artaserse, fu accusato non solo di corruzione, per aver ricevuto denaro da Artaserse, ma anche di appropriazione indebita. Egesandro e Plutarco dissero che aveva tanto grossolanamente adulato Artaserse da proporre che, invece di nove arconti, nove ambasciatori del re persiano dovevano essere scelti ogni anno dagli Ateniesi. Plutarco disse anche che non negò l'accusa di corruzione. Sembra, tuttavia che sia stato assolto, probabilmente per il potente interesse posseduto da lui e dal suo collega criminale, Formisio. Anche in passato era stato colpevole di corruzione, ma era stato ugualmente fortunato a sfuggire alla punizione.
Il suo primo reato fu probabilmente nell'occasione in cui Timocrate di Rodi fu inviato da Titrauste per corrompere gli stati greci allo scopo di attaccare Sparta nel 395 a.C. Senofonte affermò che gli Ateniesi non avevano ricevuto denaro da Timocrate (una dichiarazione sospetta a prima vista), e Pausania  scrisse che ad Atene le "bustarelle" furono prese da Cefalo ed Epicrate.
La suddetta affermazione dell'assoluzione di Epicrate dall'accusa di corruzione nella sua ambasciata ad Artaserse, sembra a prima vista contraria all'affermazione di Demostene secondo la quale fu condannato a morte e poi bandito. Ma, in effetti, Demostene sembra riferirsi a una distinta e terza occasione in cui Epicrate era stato accusato di corruzione. Poiché nella sua ripetizione dell'accusa c'è l'importante capo, "katapseudomenoi tôn summachôn", di cui non troviamo nulla nell'orazione di Lisia, ma che è solo l'accusa che dovremmo aspettarci contro l'inviato ateniese che prese parte all'accettazione della Pace di Antalcida (387 a.C.). Quell'Epicrate era davvero quell'inviato visto che è espressamente affermato, che Epicrate raccomandava quella pace agli Ateniesi.
Epicrate e Formisio furono attaccati da Aristofane (e da Platone), il poeta comico, che fece della loro ambasciata il soggetto di un'intera opera, i Presbeis. Entrambi vengono ridicolizzati per le loro grandi barbe, e per questo motivo Epicrate fu chiamato sakesphuros.